# Pedregulho
Pedregulho là một đô thị ở bang São Paulo của Brasil.

### Sông ngòi
- Rio Grande
- Sông São Pedro
- Sông das Canoas
- Ribeirão Bom Jesus

### Các xa lộ
- SP-334

## Thông tin nhân khẩu
Dữ liệu dân số theo điều tra dân số năm 2000
Tổng dân số: 14.994
- Thành thị: 10.909
- Nông thôn: 4.085
- Nam giới: 7.658
- Nữ giới: 7.336

Mật độ dân số (người/km²): 21,40
Tỷ lệ tử vong trẻ sơ sinh dưới 1 tuổi (trên một triệu người): 8,45
Tuổi thọ bình quân (tuổi): 75,79
Tỷ lệ sinh (số trẻ trên mỗi bà mẹ): 2,84
Tỷ lệ biết đọc biết viết: 89,01%
Chỉ số phát triển con người (HDI-M): 0,794
- Chỉ số phát triển con người - Thu nhập: 0,685
- Chỉ số phát triển con người - Tuổi thọ: 0,846
- Chỉ số phát triển con người - Giáo dục: 0,852